# Rolf Wagenbreth
Rolf Wagenbreth (* 28. Juni 1929 in Breitenbach) ist ein deutscher ehemaliger Oberst des Ministeriums für Staatssicherheit (MfS) der DDR. Er war von 1966 bis 1990 Leiter der Abteilung X der Hauptverwaltung A (HVA), des Auslandsnachrichtendienstes der DDR, zuständig für „Desinformation“.

## Leben
Wagenbreth erlernte nach der Volksschule bis 1946 den Beruf des landwirtschaftlichen Rechnungsprüfers. 1945 trat er in die Kommunistische Partei Deutschlands (KPD) ein und wurde nach der Zwangsvereinigung der KPD und der SPD in der sowjetisch besetzten Zone Deutschlands 1946 Mitglied der SED. 1946 wurde er Angestellter beim Rat der Stadt Zeitz. Im selben Jahr ging Wagenbreth zur Deutschen Volkspolizei (DVP) und wurde zunächst Schüler, dann Lehrer an der Polizeischule in Torgau.
1950 wurde er vom MfS Mecklenburg eingestellt und in der Abteilung VIIa, zuständig für die VP-Bereitschaften, eingesetzt. 1952/53 besuchte er die Landesparteischule der SED in Schwerin. Danach wechselte er in die MfS-Bezirksverwaltung im Bezirk Frankfurt (Oder) und wurde dort Leiter der Abteilung „Politkultur“ und später Stellvertreter Operativ des Leiters der Bezirksverwaltung. 1954 übernahm er die Leitung der MfS-Kreisdienststelle im Kreis Beeskow. Von 1954 bis 1961 absolvierte er ein Fernstudium an der Hochschule des MfS in Potsdam und erlangte das Diplom in Gesellschaftswissenschaften.
1955 wurde Wagenbreth Leiter der Abteilung XV der MfS-Bezirksverwaltung Frankfurt (Oder), zuständig für Auslandsspionage. 1958 wurde er in die HVA-Zentrale in Ost-Berlin versetzt und wurde Referatsleiter der Hauptabteilung II, zuständig für die Westalliierten. 1962 wurde er stellvertretender Leiter der HVA-Abteilung VII, zuständig für „Auswertung und Information“ und 1966 Leiter der Hauptabteilung X, zuständig für „Desinformation“. 1972 wurde er zum Oberst befördert. Im selben Jahr war er in Fällen von Abgeordnetenbestechung im Zusammenhang mit dem gescheiterten Misstrauensvotum im Deutschen Bundestag gegen den Bundeskanzler Willy Brandt verwickelt.
Nach dem Ende der DDR erfolgte 1990 seine Entlassung aus dem Dienst.

## Zitat
„Unsere Freunde in Moskau nennen es Desinformazija, unsere Feinde in Amerika nennen es Active Measures, und ich nenne es meine Lieblingsbeschäftigung.“